# 阿灵顿排屋
阿灵顿排屋（Arlington Row）位于英格兰格洛斯特郡拜伯里民政教区的阿灵顿村，建于14世纪晚期，是一家羊毛店，在17世纪后期改建为织工小屋 。这是一座一级登录建筑, 由英國國民信託拥有。
阿灵顿排屋在奥克沃德山上，是一个全国著名的建筑保护区，出现在所有英国护照上。 这是一个受欢迎的旅游景点， 可能是科茨沃尔德最上镜的景点之一。

## 历史
小屋建于1380年，是修道院的羊毛店。在17世纪后期改造成一排织工的小屋，有一些则是17世纪末或18世纪初新建。这里生产的布挂在架子上干燥，然后被送到阿灵顿磨坊漂洗。
它于1929年由皇家艺术学院保护，1970年代由英國國民信託修复。
这里也是电影和电视的拍摄地点，最著名的是电影《星塵傳奇》和《BJ單身日記》。
2017年，英国广播公司报道说，一辆由一名老年驾车者 驾驶的"丑陋"汽车遭到涂鸦，可能是游客抱怨它破坏了照片。